# ريتشارد ويزلي
ريتشارد ويزلي (بالإنجليزية: Richard Wesley)‏ هو كاتب سيناريو وكاتب مسرحي أمريكي، ولد في 11 يوليو 1945 في نيوآرك في الولايات المتحدة.

## وصلات خارجية
- ريتشارد ويسلي على موقع IMDb (الإنجليزية)
- ريتشارد ويسلي على موقع IMDb (الإنجليزية)
- ريتشارد ويسلي على موقع ميوزك برينز (الإنجليزية)
- ريتشارد ويسلي على موقع قاعدة بيانات برودواي على الإنترنت (الإنجليزية)
- ريتشارد ويسلي على موقع قاعدة بيانات الفيلم (الإنجليزية)